# Phoenicolacerta cyanisparsa
Phoenicolacerta cyanisparsa är en ödleart som beskrevs av  Schmidtler och BISCHOFF 1999. Phoenicolacerta cyanisparsa ingår i släktet Phoenicolacerta och familjen lacertider. Inga underarter finns listade i Catalogue of Life.
Denna ödla förekommer i nordvästra Syrien och angränsande regioner av Turkiet. Den lever i bergstrakter mellan 800 och 1050 meter över havet. Exemplaren lever i klippiga områden med buskar. De besöker även jordbruks- och betesmarker. Honor lägger ägg.
För beståndet är inga hot kända. Hela populationen bedöms som stabil. IUCN listar arten som livskraftig (LC).